# Ведрич (зупинний пункт)
Ведрич (біл. Ведрыч) — пасажирський залізничний зупинний пункт Гомельського відділення Білоруської залізниці на неелектрифікованій лінії Гомель — Калинковичі між станціями Бабичі (7,2 км) та Василевичі (6,5 км). Розташований за 2,5 км на північний схід від села Закрашинський Мох, за 5,2 км на південний схід від села Ведрич Речицького району Гомельської області.

## Пасажирське сполучення
На зупинному пункті Ведрич зупиняються поїзди регіональних ліній економкласу сполученням:
- Гомель — Калинковичі;
- Гомель — Хойники.